# Читалачка значка
Читалачка значка манифестација је која се већ деценијама организује у општинским библиотекама у саставу Библиотеке града Београда као и другим градовима у Србији.

## О Читалачкој значци
Манифестација је настала у циљу промовисања читалачких навика код деце. Организује се у сарадњи са основним школама. Учесници, основци, имају задатак да прочитају препоручене књиге и да о прочитаним књигама воде читалачке дневнике. Посебно се оцењују илустрације у дневницима, па се поред најбољег говорника бира и најбољи илустратор. 
Манифестација је осмишљена је као вредновање способности ученика основних школа за репродуковање прочитаних дела из програма за сваки разред; у усменом, литерарном и ликовном изражавању. Према успешности у представљању прочитаног у поменута три вида, установљене су титуле којим се награђују учесници, а то су:
- „Велики поштовани говорник”,
- „Велики поштовани писар” и
- „Велики поштовани илустратор”.

На школском нивоу библиотекари бирају највише 35 учесника, који се потом, на општинском нивоу истичу у поменутим вештинама. Њихову успешност процењују одабрани општински библиотекари.
Од 2015. године приметан је пад интересовања деце старијих разреда за учествовање у овој манифестацији. Сматра се да је то последица присуства модерних технологија у одрастању и образовању младих, као и чињенице да се постигнути резултати не рачунају за упис у средње школе.

## Читалачка значка шире у Србији
Ова Манифестација сваке године окупља све већи број деце, а осим у Београду, Читалачка значка се традиционално одржава и у Народној библиотеци Смедерево, Градској библиотеци у Зрењанину, Народној библиотеци „Доситеј Новаковић” у Неготину и Народној библиотеци у Пироту.